# Pherecydes zebra tropicalis
Pherecydes zebra tropicalis is een spinnenondersoort in de taxonomische indeling van de krabspinnen (Thomisidae).
Het dier behoort tot het geslacht Pherecydes. De wetenschappelijke naam van de soort werd voor het eerst geldig gepubliceerd in 1942 door Millot.